# 山东影视传媒集团
山东影视传媒集团有限公司，简称山影，是一家位于山东省济南市的国有传媒集团。以制作多部热门电视剧而知名。
前身是1986年10月16日成立的山东电影电视剧制作中心，2007年相关简介称，这是一家集电影、电视剧策划制作销售、音像制品、影视报刊出版发行、电影拷贝洗印生产以及其它影视相关产业于一体的企业。
1978年，山东电视台拍摄山东省第一部电视剧《人民的委托》。1980年，山东广播电视艺术团成立。1986年，山东电影制片厂、山东广播电视艺术团合并为山东电影电视剧制作中心。2008年，山东广播电视台及下属的山东电影电视剧制作中心出资组建山东影视集团。2012年6月，山东影视集团企业转制，重新组建山东影视传媒集团有限公司，是山东省管的国有大型文化集团。2016年时的报道称，自1982年起，已制作5000多部（集）影视作品。公司主营影视制作，兼有艺人经纪、电子音像出版、电视节目供片、影视基地开发、文化产业投资等。

## 公司机构
- 下属公司[4][5]
  - 山东影视制作股份有限公司，位于济南市历下区
  - 山东齐鲁音像出版有限公司，位于济南市历下区
  - 山东星工坊影视文化有限公司，位于济南市市中区
  - 山东山影文化产业投资有限公司，位于济南市市中区
  - 青岛影视基地有限公司，位于青岛市市南区
  - 山东影视传媒集团(青岛)山影产业管理有限公司，位于青岛市市南区